# Chemsakiella ricei
Chemsakiella ricei là một loài bọ cánh cứng trong họ Cerambycidae.